# Verdrag van Barcelona (1455)
Het Verdrag van Barcelona was een verdrag tussen de koning Johan II van Aragón en Gaston IV van Foix, bedoeld om de opvolging van de troon van Navarra te regelen. Het werd getekend te Barcelona op 3 december 1455.

## Voorgeschiedenis
Het verdrag was een poging van Johan II van Aragón om een eind te maken aan de kwestie rondom de opvolging voor de troon van Navarra. Sinds 1441 waren Johan II en zijn zoon Karel verwikkeld in een strijd om deze troon. Johan had al geprobeerd om Karel te benoemen tot lieu-tenant, zijn plaatsvervanger, maar Karel vond dit niet voldoende. Gesteund door een groep edelen, de Beaumonteses en een grote groep Catalanen die naar meer onafhankelijkheid streefden nam Karel in 1450 zelfs de wapens op tegen zijn vader. Johan versloeg zijn zoon, zette hem gevangen en liet hem in 1453 weer vrij onder druk van de oppositie. Na de dood van Johan II van Castilië op 22 juli 1454 ontstond opnieuw oorlog tussen vader en zoon.

## Verdrag van Barcelona
Op 3 december 1455 tekende Johan II van Aragón een verdrag met Gaston IV van Foix. Johan II droeg met dit verdrag het recht op troonopvolging over aan zijn dochter Eleonora die in 1436 met Gaston was getrouwd. Hij onterfde daarbij zijn eerste zoon, Karel, prins van Viana, uit zijn eerste huwelijk met Blanca I van Navarra, Tevens onterfde zijn eerste dochter uit zijn eerste huwelijk, Blanca.
Gaston en Eleonora verklaarden bij dit verdrag dat Johan II koning van Navarra zou zijn tot aan zijn dood.
Volgens Johan beschouwde hij Karel en Blanca "als zouden ze een natuurlijke dood hebben gestorven" en "verbannen uit het koningshuis van Navarra, vanwege ondankbaarheid en ongehoorzaamheid"
Het verdrag had de instemming van de koning van Frankrijk, Karel VII. Deze zag daarmee de weg vrijgemaakt om de Engelsen uit Baskenland te verdrijven.

## Vervolg
Het Verdrag van Barcelona had niet het door Johan gewenste gevolg. De oppositie groeide en bij de Capitulatie van Vilafranca del Penedès op 21 juni 1461 werd Karel van Viana door Catalanen en Aragonezen uitgeroepen tot rechtmatig opvolger van Johan II van Aragón voor de troon van Navarra. De prins stierf echter kort daarna, op 23 september. Na de dood van Karel van Viana werd Blanca opgesloten in een kasteel, de Torre Moncada in Orthez waar ze in 1464 stierf.
Gaston IV van Foix regeerde daarna samen met Eleonora over Navarra. Gaston stierf in 1471 en Eleonora op 12 februari 1479, nog geen maand nadat haar vader Johan II was overleden. Feitelijk ging de kroon van Navarra daarna naar Ferdinand II van Aragón. De titel werd nog een tijd lang door het Huis Foix en het Huis Albret geclaimd, tot aan de dood van Johanna van Albret.